# トーキョーウォーズ
『トーキョーウォーズ』（TOKYO WARS）は、1996年（ゲーム上のクレジットは1995年）にナムコ（後のバンダイナムコゲームス）よりアーケード用に発売された戦車戦シューティングゲーム。

## 概要
近未来の東京を舞台とした戦車戦を再現したゲーム。専用筐体一つに2人分のディスプレイとシートと、砲弾を発射する二つのボタン（トリガー）が左右対称に上部に付いているハンドル、前進・後進のフットペダルが備えられている（このハンドルとペダルは後に『TANK!TANK!TANK!』にも採用された）。この筐体を2セットつなげて、4人での協力対戦が可能。プレイヤーは白い戦車（T-80を模している）の「WHITE MOMMOTH」か、緑の戦車（チャレンジャーを模している）の「GREEN GODZILLAS」に分かれ、2人一組で対戦する。

## 操作方法
初めに、戦場（市街地か港湾地域）を選ぶ。敵の戦車や障害物を戦車砲で破壊する。戦車には装甲メーターがあり、戦車砲が命中すると減少し、装甲がフルゲージの状態で4発命中させると撃破できる。撃破した戦車からは救急箱が出るので、これを取ると装甲ゲージが大きく回復する（時間の経過でも少しずつ回復する）。
制限時間内に敵戦車を全滅させるか、制限時間切れでゲーム終了。